# Радомка
Ра́домка — село в Україні, у Холминській селищній громаді Корюківського району Чернігівської області. Населення становить 741 осіб. До 2016 орган місцевого самоврядування — Радомська сільська рада.

## Історія
Село Радомка було засноване у 1706 році зятем Спиридона Ширая Яковом Малишевським. Саме у 1706 році Малишевський разом із дружиною та священиком із сусіднього села Казиловка встановили хрест на тому місці, де згодом була збудована церква. На хресті було 8 насічок, що означало 8 років свободи (звільнення від сплати податків) першим поселенцям. Проте вже в 1709 році Малишевський емігрував разом із гетьманом Мазепою за кордон, а Радомка перейшла у відання Генерального скарбу (тобто стала власністю держави). У 1715 році гетьман Іван Скоропадський надав село у власність Федіру Ольшанському. Вдова Ольшанського продала село генеральному судді Івану Бороздні за 5000 злотих. За гетьманування Розумовського Радомку забрали в Бороздни і включили до складу Шептаківського волості (належала гетьману).
12 червня 2020 року, відповідно до розпорядження Кабінету Міністрів України № 730-р «Про визначення адміністративних центрів та затвердження територій територіальних громад Чернігівської області», увійшло до складу Холминської селищної громади.
19 липня 2020 року, в результаті адміністративно-територіальної реформи та ліквідації Семенівського району, увійшло до складу новоутвореного Корюківського району Чернігівської області

## Пам'ятки
- Лубня — гідрологічний заказник місцевого значення.
- Рим-Погорільська дача — лісовий заказник місцевого значення.
- Радомська дача — заповідне урочище місцевого значення.
- Дерева-екзоти — ботанічна пам'ятка місцевого значення.